# 潤間留十

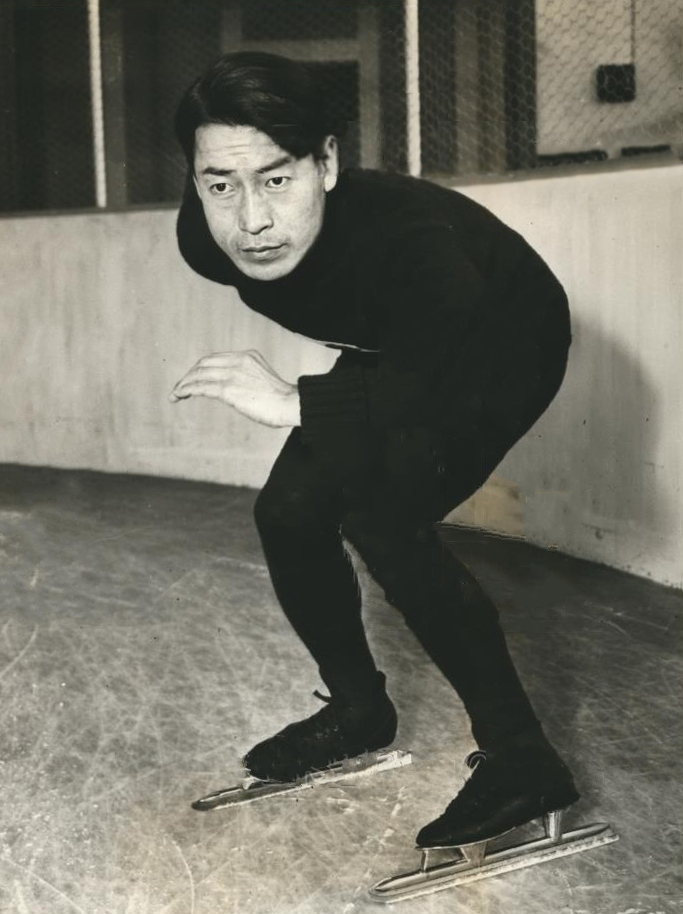
潤間 留十, 1932

潤間 留十（うるま とめじゅう、のち宮沢姓、1902年12月9日 - 1999年1月26日）は日本の元スピードスケート選手である。長野県諏訪郡平野村(現在の岡谷市)出身。諏訪蚕糸学校（現・長野県岡谷工業高等学校）卒。
1932年のレークプラシッドオリンピックでは、500m、1500m、5000m、10000mの4種目に出場したが、いずれも予選で敗退した。
その後は審判員として長く活躍し、日本スケート連盟名誉審判員にも選ばれた。

## 参考資料
- 「宮沢留十氏（日本人初の冬季五輪出場者、日本スケート連盟名誉審判員）死去」毎日新聞 1999年1月27日付朝刊19頁
- 「［訃報］宮沢留十さん 96歳 死去＝日本初のスピードスケート五輪選手」読売新聞 1999年1月27日付朝刊31頁